# US Avranches
US Avranches, właśc. Union sportive Avranches Mont-Saint-Michel – francuski klub piłkarski z siedzibą w Avranches.

## Historia
Klub został założony w 1898. W 1990 po raz pierwszy w swojej historii awansował do trzeciej ligi i występował w niej przez siedem sezonów. Następnie grał w czwartej i piątej lidze, a w 2014 ponownie awansował na trzeci szczebel rozgrywkowy.

### Historia występów w trzeciej lidze
| Sezon   | Liga       | Grupa | Miejsce      |
| ------- | ---------- | ----- | ------------ |
| 1990/91 | Division 3 | Ouest |              |
| 1991/92 | Division 3 | Ouest |              |
| 1992/93 | Division 3 | Ouest |              |
| 1993/94 | National 1 | A     | 9.           |
| 1994/95 | National 1 | A     | 12.          |
| 1995/96 | National 1 | A     | 15.          |
| 1996/97 | National 1 | A     | 14. (spadek) |
| 2014/15 | National   | –     | 9.           |
| 2015/16 | National   | –     | 7.           |
| 2016/17 | National   | –     | 10.          |
| 2017/18 | National   | –     | 7.           |
| 2018/19 | National   | –     | 9.           |
| 2019/20 | National   | –     | 6.           |
| 2020/21 | National   | –     | 13.          |
| 2021/22 | National   | –     | 12.          |
| 2022/23 | National   | –     | 9.           |
| 2023/24 | National   | –     |              |

## Reprezentanci kraju grający w klubie
Stan na grudzień 2023
|  | - Victor Lekhal - Khaled Adénon - Jonathan Clauss - René Fenouillère - Simon Lugier - Brice Cognard - Dimitri Milon - Yannick Passape - Martin Expérience - Dany Jean - Rénald Metelus |  | - Leverton Pierre - Steven Séance - Jean-Pierre Fiala - Joseph Mbarga - Ben Ahmed Attoumani - Kassim M’Dahoma - Bayiz Matsimona - Hakim Abdallah - Jérôme Mombris - Youssoufou Niakaté - Cheick Traoré |  | - Azzedine Ounahi - Mickaël Malsa - Yoan Pivaty - Oumar Thimbo - Goduine Koyalipou - Arnaud Tattevin - Malcom Babel - Mamadou N’Diaye - Cédric Mensah - Moataz Zemzemi - Gérard Gnanhouan |